# Ланкастер (округ, Небраска)
Округ Ланкастер (англ. Lancaster County) — округ, расположенный в штате Небраска (США) с населением в 285 407 человек по статистическим данным переписи 2010 года. Столица округа находится в городе Линкольн, который одновременно является столицей штата Небраска.

## История
Округ Ланкастер был образован в 1859 году, окружной центр при этом разместился в одноимённой деревне. После окончания президентского срока Авраама Линкольна деревня сменила своё название на «Линкольн», а в 1867 году стала столицей всего штата Небраска.

## География
По данным Бюро переписи населения США округ Ланкастер имеет общую площадь в 2194 квадратных километра, из которых 2173 кв. километра занимает земля и 21 кв. километр — вода. Площадь водных ресурсов округа составляет 0,92 % от всей его площади.

### Соседние округа
- Сондерс (Небраска) — север
- Касс (Небраска) — северо-восток
- Ото (Небраска) — юго-восток
- Джонсон (Небраска) — точка на юго-востоке
- Гейдж (Небраска) — юг
- Салин (Небраска) — юго-запад
- Сьюард (Небраска) — северо-запад
- Батлер (Небраска) — угол на северо-западе

## Демография
По данным переписи населения 2000 года в округе Ланкастер проживал 250 291 человек, 60 702 семьи, насчитывалось 99 187 домашних хозяйств и 104 217 жилых домов. Средняя плотность населения составляла 120 человек на один квадратный километр. Расовый состав округа по данным переписи распределился следующим образом: 90,07 % белых, 2,82 % чёрных или афроамериканцев, 0,64 % коренных американцев, 2,86 % азиатов, 0,06 % выходцев с тихоокеанских островов, 1,87 % смешанных рас, 1,69 % — других народностей. Испано- и латиноамериканцы составили 3,37 % от всех жителей округа.
Из 99 187 домашних хозяйств в 30,30 % — воспитывали детей в возрасте до 18 лет, 48,80 % представляли собой совместно проживающие супружеские пары, в 9,10 % семей женщины проживали без мужей, 38,80 % не имели семей. 29,10 % от общего числа семей на момент переписи жили самостоятельно, при этом 8,30 % составили одинокие пожилые люди в возрасте 65 лет и старше. Средний размер домашнего хозяйства составил 2,40 человек, а средний размер семьи — 3,00 человек.
Население округа по возрастному диапазону по данным переписи 2000 года распределилось следующим образом: 23,50 % — жители младше 18 лет, 15,40 % — между 18 и 24 годами, 30,40 % — от 25 до 44 лет, 20,30 % — от 45 до 64 лет и 10,40 % — в возрасте 65 лет и старше. Средний возраст жителей округа составил 32 года. На каждые 100 женщин в округе приходилось 99,80 мужчин, при этом на каждых сто женщин 18 лет и старше приходилось 98,50 мужчин также старше 18 лет.
Средний доход на одно домашнее хозяйство в округе составил 41 850 долларов США, а средний доход на одну семью в округе — 53 676 долларов. При этом мужчины имели средний доход в 34 720 долларов США в год против 25 614 долларов США среднегодового дохода у женщин. Доход на душу населения в округе составил 21 265 долларов США в год. 5,50 % от всего числа семей в округе и 9,50 % от всей численности населения находилось на момент переписи населения за чертой бедности, при этом 9,90 % из них были моложе 18 лет и 6,10 % — в возрасте 65 лет и старше.

## Основные автодороги
- I 80
- I 180
- US 6
- US 34
- US 77
- Автомагистраль 2
- Автомагистраль 33
- Автомагистраль 43
- Автомагистраль 79

## Населённые пункты

### Города
- Хикмен
- Линкольн
- Уэйверли

### Деревни
- Беннет
- Дейви
- Дентон
- Ферт
- Холлэм
- Мэлколм
- Панама
- Реймонд
- Рока
- Спраг

### Другие
- Эджнью
- Чини
- Эмералд
- Холланд
- Кремер
- Мартелл
- Прейри-Хом
- Принстон
- Рокеби
- Уолтон

### Статистически переписные районы
- Буда
- Сентервилл
- Дентон
- Илк
- Грант
- Хайленд
- Ланкастер
- Линкольн
- Линкольн (район)
- Литтл-Солт
- Миддл-Крик
- Милл
- Нимаха
- Норт-Блафф
- Ок
- Олив-Бранч
- Панама
- Рок-Крик
- Солтилло
- Саут-Пасс
- Стивенс-Крик
- Стоктон
- Уэйверли
- Уэст-Ок
- Йанки-Хилл